# إلفيرا هيرمان
إلفيرا هيرمان (بالبيلاروسية: Эльвира Герман)‏ هي واثبة حواجز ‏ بيلاروسية، ولدت في 9 يناير 1997 في بينسك في روسيا البيضاء.

## وصلات خارجية
- إلفيرا هيرمان على موقع الاتحاد الدولي لألعاب القوى (الإنجليزية)
- إلفيرا هيرمان على موقع اللجنة الأولمبية الدولية (الإنجليزية)
- إلفيرا هيرمان على موقع أوليمبيديا (الإنجليزية)